# Augochloropsis anquisita
Augochloropsis anquisita là một loài Hymenoptera trong họ Halictidae. Loài này được Cockerell mô tả khoa học năm 1913.